# 克里歐 (愛荷華州)
克里歐（英語：Clio）是一個位於美國愛荷華州韋恩縣的城市。

## 地理
克里歐的座標為40°38′31″N 93°27′01″W / 40.64194°N 93.45028°W，而該地的平均海拔高度為339米（即1112英尺）。

## 人口
根據2010年美國人口普查的數據，克里歐的面積為1.94平方千米，當中陸地面積為1.94平方千米，而水域面積為0.00平方千米。當地共有人口80人，而人口密度為每平方千米41人。